# مجلة الفاتحين
مجلة الفاتحين هي مجلة باللغة الإندونيسية تنشرها داعش وتُصدرها مركز الفرات للإعلام.

## طالع أيضًا
- دابق (مجلة)
- رومية (مجلة)